# 常光寺 (福島市)
常光寺（じょうこうじ）は、福島県福島市清明町にある曹洞宗の寺院。山号は鷹峰山。

## 概要
創建は天正年間に劫外長現大和尚が開山したと伝えられている。福島藩主の重昌流板倉家の菩提寺として知られており、本堂内に歴代当主の御位牌が安置されている。
1873年（明治6年）頃、福島県庁仮庁舎が置かれていた。

## 寺紋

みつどもえ 三つ巴

## 所在地
所在地
- 福島県福島市清明町9番24号

交通
- 鉄道
  - 福島駅（JR東日本・阿武隈急行・福島交通）徒歩で15分